# Осада Алеса
Осада Алеса — осада и захват королевскими войсками Людовика XIII гугенотского города Алес в 1629 году, одно из последних событий гугенотских восстаний (1621—1629).

## Осада
Осада Алеса последовала за катастрофической капитуляцией главной протестантской крепости Ла-Рошель. Гугенотское сопротивление сохранялось лишь на юге Франции, хотя Людовик XIII и пытался подавить его. Города Прива, Андуз и Алес находились в центре цепи протестантских цитаделей в Лангедоке, простиравшихся от Нима и Юзеса на востоке до Кастра и Монтобана на западе.
После падения Привы 28 мая 1629 года Алес сдался после интенсивной осады 17 июня. В конце осады Анри де Роган, лидер восстания гугенотов, был вынужден бежать.

## Последствия
Остальные города гугенотов также быстро пали и, наконец, после короткой осады сдался Монтобан. Это было одно из последних событий в подавлении восстаний гугенотов во Франции.
За осадой последовало заключение Алесского мира (27 сентября 1629), который гарантировал гугенотам право исповедовать свои обряды, но потребовал срыть все крепости и отменить политические собрания.